# Jadwiga Biedrzycka
Jadwiga Halina Biedrzycka z domu Jankowska (ur. 17 listopada 1945 we Włocławku, zm. 2 maja 2023 w Podkowie Leśnej) – polska prawniczka i polityk, działaczka społeczna, posłanka i wicemarszałek Sejmu IX kadencji.

## Życiorys

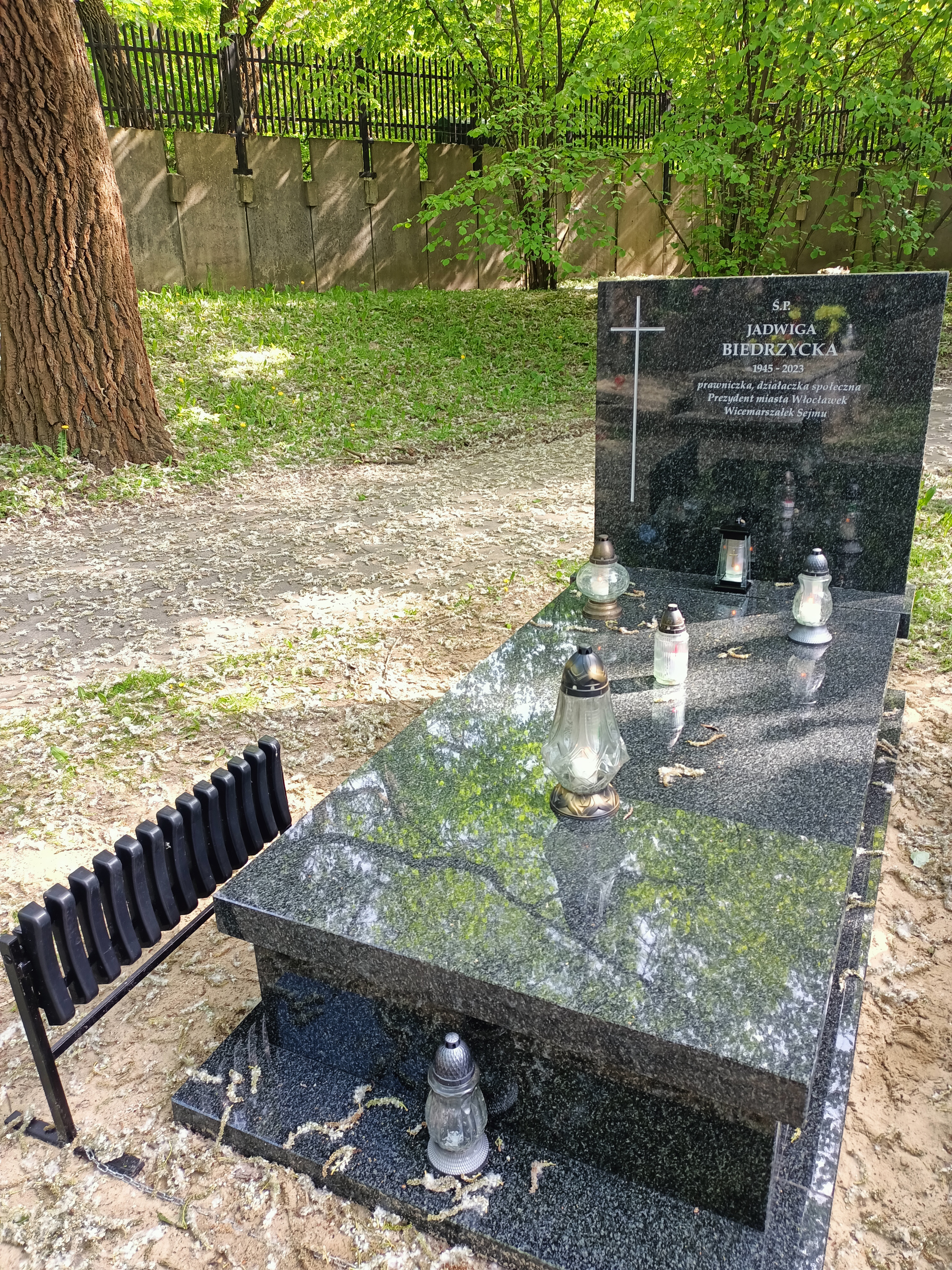
Nagrobek Jadwigi Biedrzyckiej na Cmentarzu Wojskowym na Powązkach

Córka Bronisława i Marty. W 1968 ukończyła studia na Wydziale Prawa i Administracji Uniwersytetu Warszawskiego. W 1969 wstąpiła do Polskiej Zjednoczonej Partii Robotniczej. Należała do egzekutywy Komitetu Miejskiego PZPR we Włocławku, a w latach 1986–1990 była członkiem Komitetu Centralnego. W 1968 została stażystką, a następnie była inspektorem prezydium Miejskiej Rady Narodowej we Włocławku. Od 1975 wiceprezydent, a od 1978 do 1981 prezydent Włocławka. Była działaczką Ligi Kobiet Polskich od 1975, w latach 1981–1989 była jej prezesem. Od 1982 była członkinią Światowej Rady Pokoju.
W 1983 wybrana w skład prezydium Krajowej Rady Towarzystwa Przyjaźni Polsko-Radzieckiej. W 1985 wybrana na posła na Sejm PRL IX kadencji. Pełniła funkcje wicemarszałka Sejmu i zastępcy przewodniczącego Klubu Poselskiego PZPR. W latach 1986–1989 była członkinią Komisji ds. Wewnątrzpartyjnych oraz Działalności Partii w Organach Przedstawicielskich i Administracji Państwowej Komitetu Centralnego.
W latach 1983–1988 była członkinią prezydium Rady Obywatelskiej Budowy Pomnika Szpitala Centrum Zdrowia Matki Polki, a w latach 1986–1988 członkinią prezydium Społecznego Komitetu Odnowy Starego Miasta Zamościa.
Po 1989 wycofała się z działalności publicznej. Zmarła 2 maja 2023, 16 dni później została pochowana na Cmentarzu Wojskowym na Powązkach.